# كوامي دودجي
كوامي دودجي (بالإنجليزية: Kwame Adjeman-Pamboe)‏ (24 أكتوبر 1987 بلندن في المملكة المتحدة - ) هو لاعب كرة قدم بريطاني في مركز جناح ‏. لعب مع نادي القناة ونادي بارنت ونادي طلائع الجيش وTampa Bay Rowdies ‏ وFC Viikingit ‏ ونادي باناتشايكي ‏ وAgrotikos Asteras F.C. ‏.

## وصلات خارجية
- كوامي دودجي على موقع Soccerbase.com (لاعب) (الإنجليزية)
- كوامي دودجي على موقع Soccerway.com (الإنجليزية)
- كوامي دودجي على موقع كووورة